# Марцін Буркхардт
Марцін Буркхардт (пол. Marcin Burkhardt; нар. 25 вересня 1983, Ельблонг) — польський футболіст, півзахисник польського клубу «Погонь»  і колишній гравець збірної Польщі.

## Досягнення
«Легія»
- Чемпіон Польщі: 2005/06
- Віце-чемпіон Польщі: 2007/08
- Володар Кубка Польщі: 2007/08
- Фіналіст Кубка Ліги: 2007/08

 «Ягеллонія»
- Володар Кубка Польщі: 2009/10
- Володар Суперкубка Польщі: 2010

 «Черно море»
- Володар Кубка Болгарії: 2014/15
- Володар Суперкубка Болгарії: 2015